# جان دي برتراند
جان دي برتراند هو رجل قضاء وسياسي فرنسي، ولد في 1482 في تولوز في فرنسا، وتوفي في 4 ديسمبر 1560 في البندقية في إيطاليا.

## مناصب
- انتخب أسقف أبرشية [الإنجليزية]‏ (16 ديسمبر 1555 – 16 يونيو 1556).
- انتخب Keeper of the Seals of France [الإنجليزية]‏ (22 مايو 1551 – 10 يوليو 1559).
- انتخب Capitoul [الإنجليزية]‏.
- انتخب كاردينال (15 مارس 1557 – ).
- انتخب archbishop of Sens  [لغات أخرى]‏ (1560 – 1562).